# Mario Andrés Soto
Mario Andrés Soto Eschebach (né le 17 septembre 1978 et mort le 16 janvier 2001 à Bogota), est un coureur cycliste colombien, spécialiste du BMX. Il est notamment  champion du monde de BMX cruiser en 2000.

## Biographie
Le premier succès en carrière de Mario Andrés Soto remonte à 1999, lorsqu'il remporte une médaille de bronze dans la course BMX aux mondiaux de Vallet, en France. Seuls le Néerlandais Robert de Wilde et le Français Christophe Lévêque l'ont devancé dans cette compétition. Au même championnat, le Colombien a également pris la quatrième place en cruiser, perdant la lutte pour le podium face à Jason Richardson. Lors des mondiaux de Córdoba un an plus tard, il rentre dans l'histoire de son pays en devenant champion du monde de BMX cruiser, devant les deux américains Randy Stumpfhauser et Steve Veltman.
Il meurt le 16 janvier 2001 dans un accident de voiture à Bogota, en Colombie.

## Palmarès en BMX

### Championnats du monde
- Vallet 1999
  -  Médaillé de bronze du BMX
  - 4e du BMX cruiser
- Córdoba 2000
  -  Champion du monde de BMX cruiser